# Woudenberg
Woudenberg là một đô thị ở trung tâm Hà Lan, ở tỉnh Utrecht.
Ở phía tây của đô thị này là rừng. Austerlitz nằm ở đây.

## Thị xã Woudenberg
Tên gọi Woudenberg đề cập đến một ngọn đồi có rừng. Ngày nay, thị xã nằm ở một khu vực nông nghiệp 8 km về phía nam của Amersfoort. Ngành nghề chính ở đây là nuôi gia súc và trồng thuốc lá. Hiện tại, phần lớn người dân làm việc bên ngoài thị xã, ở khu vực xung quanh Amersfoort, Utrecht và Veenendaal.